# 田代佳奈美
田代佳奈美（1991年3月25日—），出生於日本滋賀縣栗東市，是一位日本女子排球運動員，目前效力於東麗箭，場上位置為二傳。身高173公分，體重70公斤，血型O型。

## 生涯簡介
她因為母親的影響，從小學一年級開始練習排球。中學時期，與小平花織、峯村沙紀等人入選長野縣代表隊，參加JOC盃賽事獲得冠軍。隨後，前往宮城縣的古川學園高校就讀，在此期間幫助學校奪下全國高等學校排球選拔優勝大會亞軍，同時自身也進入青少年國家隊，參與在泰國舉辦的2007年亞洲青少年女子排球錦標賽，最終奪冠。
2009年4月，加入東麗箭。2010年11月，在2010/11賽季V超級聯賽對上紅翼先鋒的開幕戰上，正式完成首次聯賽出場。2012年9月，代表日本參加2012年亞洲盃女子排球錦標賽，以第五名的名次作收。2013年10月，以隊長的身份帶領日本U23參加世界U23女子排球錦標賽，並於季軍戰中擊敗美國U23，奪得首屆賽事的季軍。
暱稱「Jin」（ジン）的由來是取自「仁者俠醫」中的主角南方仁。

## 生涯
- 所屬學校、球隊

栗東市立治田東小學校（隼少年隊）→ 長野市立裾花中學校 → 古川學園高校（2006年 - 2009年） → 東麗箭（2009年 -）
- 日本女排青少年隊 
  - 亞洲青少年排球錦標賽 - 2007年
- 日本女排U23隊（2013年） 
  - 世界U23女子排球錦標賽 - 2013年
- 日本女排（2012年 - ）
  - 亞洲盃排球錦標賽 - 2012年

## 榮譽

### 俱樂部
- 2009/10賽季V超級聯賽 -  冠軍
- 2010年天皇杯·皇后杯全日本排球選手權大會 -   亞軍
- 第59屆黑鷲旗全日本男女選拔排球大會 -  冠軍
- 2010/11賽季V超級聯賽 -  亞軍
- 第60屆黑鷲旗全日本男女選拔排球大會 -  冠軍
- 2011年天皇杯·皇后杯全日本排球選手權大會 -   冠軍
- 2011/12賽季V超級聯賽 -  冠軍
- 2012年天皇杯·皇后杯全日本排球選手權大會 -   亞軍
- 第61屆黑鷲旗全日本男女選拔排球大會 -  亞軍
- 2012年亞洲女子排球俱樂部錦標賽[3]-  亞軍
- 2012/13賽季V超級聯賽 -  亞軍

### 國家隊
青年隊
- 2007年亞洲青少年女子排球錦標賽 -  冠軍

U23隊
- 2013年世界U23女子排球錦標賽 -  銅牌

## 備註
1. ↑  日本排球協會. .   [2012-09-05]. （原始内容存档于2012-09-06）.
2. ↑  日本排球協會. . （原始内容存档于2013-10-24）.
3. ↑  . 日本排球協會.   [2012-08-24]. （原始内容存档于2012-08-15）.

## 外部連結
- V聯賽球員介紹 （页面存档备份，存于） （日語）
- 東麗箭女排隊官方網站 （日語）
- 東麗箭女排選手簡介 - 田代佳奈美 （日語）